# Вејсјарв
Вејсјарв (ест. Veisjärv) језеро је у јужном делу Естоније на територији округа Виљандима. Налази се на око 10 километара источно од града Каркси Нуја. Из језера отиче река Ихне преко које је оно повезано са басеном реке Нарве, односно са Финским заливом Балтичког мора.
Једно је од већих естонских језера са акваторијом површине 4,811 km². Максимална дубина воде је до 4 метра, просечна око 1,3 метара. Језеро је издужено у смеру север-југ у дужини од око 3,456 километара, док је максимална ширина до 1,76 километара. Површина језера налази се на надморској висини од 96 метара. Источне обале језера су нешто издигнутије и сувље, док су западне доста ниже и углавном замочварене.